# Big Bang Made
Big Bang Made (também conhecido como Big Bang Made the Movie) é um filme documentário sobre o grupo sul-coreano BIGBANG, lançado em 30 de junho de 2016 na Coreia do Sul e em 2 de julho de 2016 no Japão, em comemoração aos dez anos de aniversário do grupo.

## Sinopse
Em abril de 2015, o BIGBANG retornou após uma pausa de três anos, e sua Made World Tour terminou com um grande sucesso, recebendo 1,5 milhões de pessoas. O filme segue o BIGBANG do início ao fim de sua turnê mundial, em um formato de documentário, dando uma visão mais próxima e pessoal de sua jornada de 340 dias de turnê e como ele se apresentaram em 32 cidades em 13 países.
O filme é uma coleção dos cinco cantores desprevenidos e em seu estado natural, se divertindo no palco durante as apresentações, incluindo vídeos dos bastidores dos concertos, álbuns e fora do palco. O filme também inclui entrevistas com cada membro.

## Promoção
Para promover o filme, a YG Entertainment, lançou uma série de trechos das entrevistas dadas pelos membros no filme. Em 20 de junho, o primeiro lançado foi com G-Dragon, em 21 de junho Taeyang, em 22 de junho T.O.P. Em 23 e 24 de junho, Daesung e Seungri, respectivamente.
Em 28 de junho, o BIGBANG participou da pré-estreia do filme no CGV Yeongdeungpo em Seul, com um evento que foi transmitido ao vivo pelo aplicativo "V", do portal sul-coreano Naver, sob o título de Movie talk.

## Lançamento e recepção
O filme foi lançado no formato 2D e também em uma versão de tela Screen X nos cinemas CGV de forma limitada. Além da Coreia do Sul e Japão, o filme foi lançado em outros dez países incluindo Singapura, Tailândia e Estados Unidos.
Em quatro dias após sua estreia na Coreia do Sul,o filme obteve público de 15.000 espectadores, em seis dias arrecadou $229,491 com um público de 31,384 pessoas em 53 salas. Em 14 de julho, ultrapassou os 50,000 espectadores, tornando-o o documentário de música mais visto do país.
No Japão, o filme atraiu um público de 50,000 espectadores em quatro dias de exibição, tendo um público total de 120,000 pessoas. Na China, seu lançamento foi online e ocorreu através do Tencent QQ em 25 de julho. Após três horas de sua estreia, o filme obteve oito milhões de visualizações e com menos de 24 horas, foi assistido por mais de dez milhões de pessoas.

## Elenco
- Kwon Ji-Yong
- Dong Young-bae
- Choi Seung Hyun
- Kang Dae-Sung
- Lee Seung-hyun
- Gee Eun
- Kim Tae Hyun
- Lim Hea Kyung
- Lee Jae Wook
- Jeung Chi Young
- Leroy A Bennett
- Ed Burke